# Robert Armin
Robert Armin (né vers 1563 et mort en 1615) était un acteur anglais, membre de la troupe du lord chambellan, dont faisait aussi partie Shakespeare. Il en devint le comique principal après le départ de William Kempe vers 1600. Dramaturge, il a écrit aussi la comédie The Two Maids of More Clacke, ainsi que Folle upon Foole, A Nest of Ninnies (1608) et The Italian Taylor and his Boy.
Armin a modifié le rôle du bouffon, il a fait d'un serviteur rustique un valet plein d'esprit et hautement comique.

## Biographie

### Jeunesse
Robert est un des trois enfants de John Armin, un tailleur prospère de King's Lynn et un ami de John Lonyson, un orfèvre voisin de Lombard Street. Le 13 octobre 1581, Robert est placé en apprentissage chez cet orfèvre, qui est maître d'œuvre à la Monnaie royale dans la Tour de Londres, un poste à hautes responsabilités. Cette disposition place Armin dans un environnement social bien différent de ce qu'un tailleur du Norfolk aurait pu attendre. Lonyson meurt en 1582, et Armin est placé en apprentissage chez un confrère.
Dans le recueil Tarlton's Jests and News out of Purgatory (1611) (« Plaisanteries de Tarlton et nouvelles du purgatoire ») de Richard Tarlton, célèbre bouffon de la troupe de la reine, ce dernier raconte dans la blague intitulée How Tarlton made Armin his adopted sonne, to succeed him (« Comment Tarlton fit d'Armin son fils adoptif pour qu'il lui succède ») comment, selon lui, il a fait la connaissance d'Armin. Ce dernier, dans l'exercice de ses fonctions, doit se rendre régulièrement dans l'auberge où loge Tarlton pour percevoir de l'argent d'un des pensionnaires. Frustré une fois de ne pas avoir été payé, Armin écrit à la craie sur le lambris du mur des vers moqueurs à l'adresse du mauvais payeur. Tarlton, séduit par son esprit, écrit une réponse dans laquelle il exprime son désir de le prendre comme apprenti. Bien que non confirmée, cette anecdote est loin d'être la moins plausible de toutes celles figurant dans Tarlton's Jests. Influencé ou pas par Tarlton, Armin possède déjà une réputation littéraire avant d'avoir fini son apprentissage en 1592. En 1590, son nom est associé à la préface d'un tract religieux A Brief Resolution of the Right Religion. Deux ans plus tard, Thomas Nashe dans Strange News et Gabriel Harvey dans Pierce's Supererogation citent tous deux Armin comme l'auteur de ballades, mais aucun ouvrage de cette sorte ne nous est resté de lui.

### La troupe de Chandos
Au cours des années 1590, Armin rejoint la troupe de comédiens patronnée par William Brydges, 4e baron Chandos. Avec cette compagnie, dont on ignore presque tout, on suppose qu'il voyage de l'ouest des Midlands à l'Est-Anglie, et qu'il accompagne peut-être aussi ces comédiens lors de leur tournée en Écosse en 1599. On peut estimer la nature de son travail dans cette troupe à partir de ses rôles dans The History of the Two Maids of More-clacke. La préface de l'édition in-folio de 1609 indique qu'il joue le rôle de Blue John, un pitre dans la veine de Tarlton et de William Kempe ; il semble avoir également joué le rôle de Tutch, un bouffon plein d'esprit, genre qu'il reprendra plus tard à Londres.

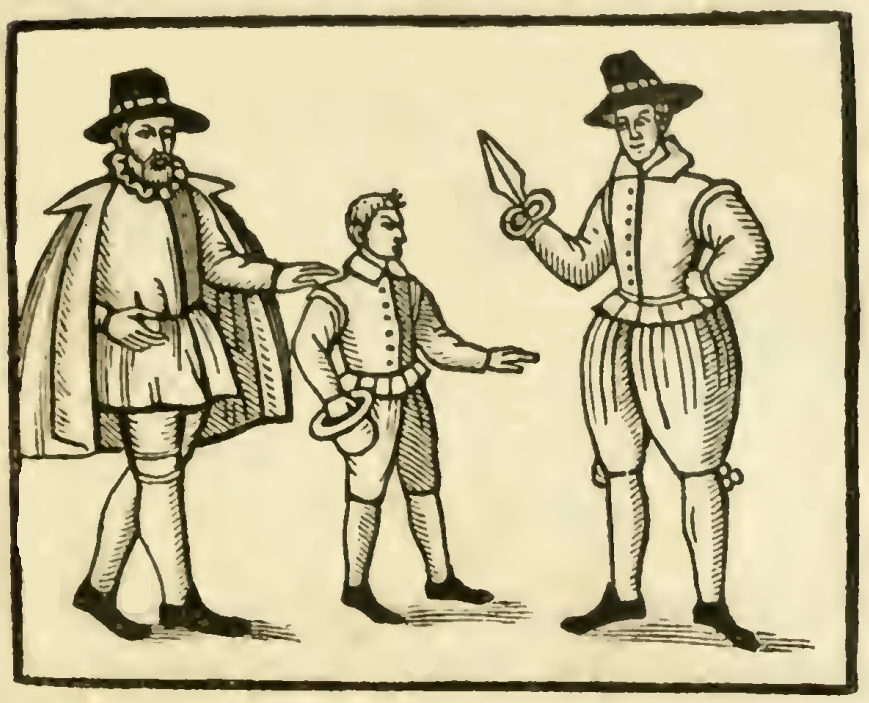
Page de titre de The Italian Taylor and his Boy de Robert Armin (1609).

On connaît peu d'autres choses précises de la vie d'Armin à la troupe de Chandos. Une dédicace à la veuve de son patron en 1604 suggère des relations personnelles avec la famille Brydge. D'autre part, une référence dans un autre ouvrage laisse supposer qu'il a joué pendant un certain temps seul, comme Kempe. Les deux livres qu'Armin publie au tournant du siècle montrent l'intérêt de l'artiste pour son métier. Fool Upon Fool (1600), comme A Nest of Ninnies (1608), présente les traits d'esprits de divers pitres dans la vie de tous les jours, certains étant connus personnellement par Armin. La même année, il publie Quips upon Questions, un recueil de dialogues en apparence improvisés avec sa marotte, qu'il a baptisée Signor Truncheon, où il développe son propre style. Au lieu d'entamer une conversation avec le public et d'engager avec lui un duel d'esprit, comme le faisait Tarlton, il plaisante avec plusieurs personnages fictifs, improvise une chanson, ou fait des commentaires sur un événement ou un individu.
Un autre ouvrage, écrit à une date inconnue et publié en 1609, et intitulé The Italian Taylor and his Boy, est une traduction de Maître Lattantio et son apprenti Dionigi de Giovanni Francesco Straparola. Le sujet, un tailleur et son apprenti, rappelle le milieu familial d'Armin, et la bague de rubis son apprentissage chez un orfèvre.
Christopher Sutcliffe pense qu'Armin a aussi écrit en 1599 un pamphlet intitulé A Pil to Purge Melancholie, car il a été publié par la même presse, mentionne un clown appelé Armin, et contient des accents de Two Maids of More-Crackle.

### La troupe du lord chambellan

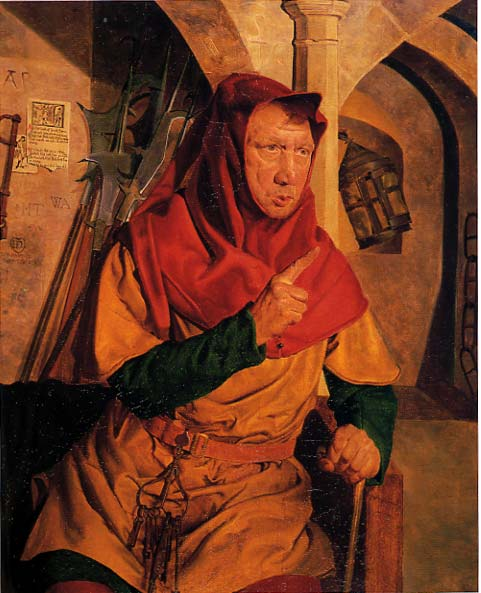
Dogberry dans Beaucoup de bruit pour rien, rôle repris par Armin à la suite de Kempe.

On ne sait ni quand, ni pourquoi Armin rejoint la troupe du lord chambellan, mais son arrivée correspond au départ de Kempe, qui reste inexpliqué. L'opinion la plus courante est que soit la troupe dans son ensemble, soit Shakespeare en particulier, est las du style désuet de Kempe, le principal argument pour cette version étant que Shakespeare change le style des rôles comiques de ses créations à partir de 1600. On sait qu'en août 1600, Armin joue sur la scène du Globe, alors que l'année précédente, il se produisait en solo sur la scène du Curtain Theatre. Il figure en avant-dernière position sur la liste des acteurs ayant obtenu leur patente du roi le 19 mai 1603, le faisant membre de la troupe du roi.
Au Globe, Armin prend en général les emplois de bouffon du répertoire de la troupe de lord chamberlain et de celle du roi : Pierre de Touche dans Comme il vous plaira, Feste dans La Nuit des rois, le fou du roi dans Le Roi Lear, Lavatch, un paysan bouffon, dans Tout est bien qui finit bien, et peut-être Thersite dans Troïlus et Cressida, le portier dans Macbeth, le bouffon dans Timon d'Athènes et Autolycus dans Le Conte d'hiver. D'après un passage de The Italian Taylor and his Boy (1609), on a conclu qu'Armin a tenu le rôle de Dogberry, succédant à ce poste à William Kempe, le Dogberry original.
Le rôle de Feste a été presque certainement écrit pour Armin, car l'un et l'autre sont des érudits, qui chantent et font des mots d'esprit. Le but de Feste est de révéler la folie autour de lui. Le bouffon de Lear diffère à la fois de Pierre de Touche et de Feste, ainsi que de tous les bouffons de l'époque. Pierre de Touche et Feste sont des bouffons philosophes ; le bouffon de Lear possède la folie ordinaire qu'Armin a étudiée et exposée par écrit. Dans cette pièce, Armin a l'occasion de montrer l'objet de ses études : le fou prophétise devant Lear, qui l'ignore totalement, puis il disparaît de la scène. Il n'est guère là pour distraire, mais plutôt pour faire avancer l'intrigue, demeurer loyal au roi, et peut-être retarder sa démence.
À côté de ses rôles de clowns intelligents, on pense qu'Armin a aussi créé le rôle de Iago dans Othello.
En dehors des œuvres de Shakespeare, il joue probablement Pasarello dans The Malcontent de John Marston, ce dernier ayant ajouté ce rôle pour lui quand la pièce est produite par la troupe du roi. Armin apparaît dans la distribution de The Alchemist de Ben Jonson, où il joue sans doute Drugger. On suppose qu'il joue le clown de The Miseries of Inforst Marriage de George Wilkins.
Il n'apparaît pas dans la distribution de Catiline de Jonson en 1611, et d'autres faits laissent supposer qu'il prend sa retraite en 1609 ou 1610. La préface de Two Maids confie : « J'aurais bien joué de nouveau John moi-même, mais tempora mutantur in illis (« Les temps changent (et nous aussi changeons) avec eux »), et je ne peux faire ce que je voudrais ».
Vers 1611, John Davies d'Hereford publie son Scourge of Folly, où dans la section To the worthy persons (« Aux personnes excellentes »), il consacre un long épigramme à « cet honnête et joyeux Robin Armin », apportant le témoignage de la valeur de sa vie privée et de l'excellence de ses spectacles publics.
Selon les registres de la paroisse de St Botolph, dans le quartier d'Aldgate, où il résidait à Londres, Armin est enterré le 30 novembre 1615. Trois de ses enfants, baptisés dans la paroisse, sont morts dans l'enfance.
En 1615, une pièce intitulée The Valiant Welshman est publiée, prétendant avoir été écrite par un certain R. A., l'éditeur pouvant avoir souhaité que le public supposât que Robert Armin en était l'auteur.

### Un nouveau style de bouffon
« …le clown est sage, car il fait le fou pour de l'argent, tandis que les autres doivent payer pour le même privilège ».
Armin a joué un rôle déterminant dans le développement des bouffons de Shakespeare. Hotson a écrit : « S'il y avait bien un acteur capable d'explorer avec Shakespeare les ténèbres zébrés d'éclairs fugitifs à la frontière de la démence, cet acteur était Armin ». Robert Armin a étudié tous les aspects du clown, de l'idiot ordinaire au fou philosophe, de l'homme de service au farceur professionnel. Par l'écriture et par le jeu, il les a fait évoluer du loufoque rustique au bouffon expérimenté.
La gravure sur bois qui orne la page de titre des Two Maids représente probablement Armin dans son costume de scène : un long manteau que porte le fou naturel qu'il a souvent interprété. À sa ceinture, il porte à gauche un mouchoir, lui servant à essuyer la bave qui lui coule sur le menton, à droite une plume et un encrier, montrant que bien qu'adulte, il n'a pas fini son éducation.
Ses personnages – ceux qu'il a décrits et ceux qu'il a joués – soulignent par l'absurde de ce qui est qualifié de normal. Ken Kesey a répondu lors d'une interview : « Dans un livre intitulé A Nest of Ninies, Armin a analysé la différence entre le fou artificiel et le fou naturel. Et la façon qu'Armin a défini les deux est importante : le personnage de Jack Oates est un fou naturel, un vrai fou. Il ne cesse pas d'être fou pour se sauver, il ne fait rien d'autre que d'excéder son maître, sir William. Alors qu'un fou artificiel est toujours en train de chercher à faire plaisir. C'est un laquais »